# Juan de Mena

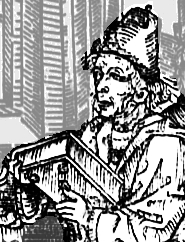
Juan de Mena.

Juan de Mena, född 1411 i Córdoba, död 1456, var en spansk skald.
Juan de Mena studerade i Salamanca och Rom, där han starkt påverkades av Dante och Petrarca och blev grundläggaren av den spanska konstpoesin. Hans poesi, under inflytande såväl av de store italienarna som gamla tidens klassiker, utmärks av naturlig känsla och poetisk talang, men är delvis svulstig och pedantisk. Hans huvudverk är El laberinto (1496; kritisk upplaga utgavs 1904), även kallad Las trecientas ("de trehundra"), emedan den består av 300 versos de arte mayor, tolvstaviga daktyler, en dunkel, torr allegori om människans mål och lyckans växlingar. En annan allegori är Contra los siete pecados mortales, även kallad Debate de la Razón contra la voluntad, oavslutad, men fullföljd av såväl Gómez Manrique som av Fray Jerónimo de Olivares och av Pedro Guillén. La coronación (1438) är en hyllningsdikt till Juan de Menas beskyddare och vän markisen av Santillana. Juan de Menas samlade arbeten utgavs 1528 och 1582.